# Ville de Wagga Wagga
La ville de Wagga Wagga (en anglais : City of Wagga Wagga) est une zone d'administration locale située dans l'État de Nouvelle-Galles du Sud en Australie, dont le siège est Wagga Wagga.

## Géographie
La zone s'étend sur 4 824 km2 entre les régions de la Riverina et des South West Slopes au sud de la Nouvelle-Galles du Sud. Elle est traversée par la Sturt Highway. 
Elle comprend la ville de Wagga Wagga, les quartiers ou localités d'Ashmont, Bomen, Boorooma, Bourkelands, Cartwrights Hill, Estella, Forest Hill, Glenfield Park, Gumly Gumly, Kapooka, Kooringal, Lake Albert, Lloyd, Mount Austin, San Isidore, Tatton, Tolland, Turvey Park, Wagga Wagga Est et Wagga Wagga Nord, ainsi que les villages d'Alfredtown, Collingullie, Currawarna, Galore, Humula, Ladysmith, Mangoplah, Oura, Tarcutta et Uranquinty.

## Histoire
Le borough de Wagga Wagga est créé le 15 mars 1870 et reçoit le statut de ville le 17 avril 1946. Le 1er janvier 1981, les comtés de Kyeamba et Mitchell sont réunis à Wagga Wagga.

## Démographie
| 2001   | 2006   | 2011   | 2016   | 2021   |
| ------ | ------ | ------ | ------ | ------ |
| 54 845 | 57 015 | 59 458 | 62 385 | 67 609 |

## Politique et administration
Le conseil municipal comprend neuf membres élus pour un mandat de quatre ans, qui à leur tour élisent le maire pour deux ans. À la suite des élections du 4 décembre 2021, le conseil est formé de six indépendants, deux travaillistes et un vert. 

### Liste des maires
| Période                                  | Période        | Identité    | Étiquette   | Qualité |
| ---------------------------------------- | -------------- | ----------- | ----------- | ------- |
| Les données manquantes sont à compléter. |                |             |             |         |
| septembre 2012                           | septembre 2016 | Rod Kendall | Indépendant |         |
| septembre 2016                           | janvier 2022   | Greg Conkey | Indépendant |         |
| janvier 2022                             | en cours       | Dallas Tout | Indépendant |         |

La zone est rattachée à la circonscription de la Riverina pour les élections fédérales et à celle de Wagga Wagga pour les élections à l'Assemblée législative de Nouvelle-Galles du Sud.